# 도쿠타촌
도쿠타촌(徳田村)은 1955년까지 이와테현 시와군에 존속했던 촌이다. 현재의 야하바정 히가시토쿠다·니시토쿠다·마노노·기타고리야마·다카다·도바시·후지사와·고스이지에 해당한다.

## 연혁
- 1889년 4월 1일 - 정촌제 시행과 함께 시와군 도쿠타촌이 성립하였다.
- 1955년 3월 1일 - 게무야마촌, 후도촌과 합병해, 야하바정이 되었다.

## 교통

### 도로
- 국도 4호선

## 참고서적
- 『이와테현 정촌 합병지』(이와테현 총무부 지방과, 1957년)